# Salvador Pau Lisart

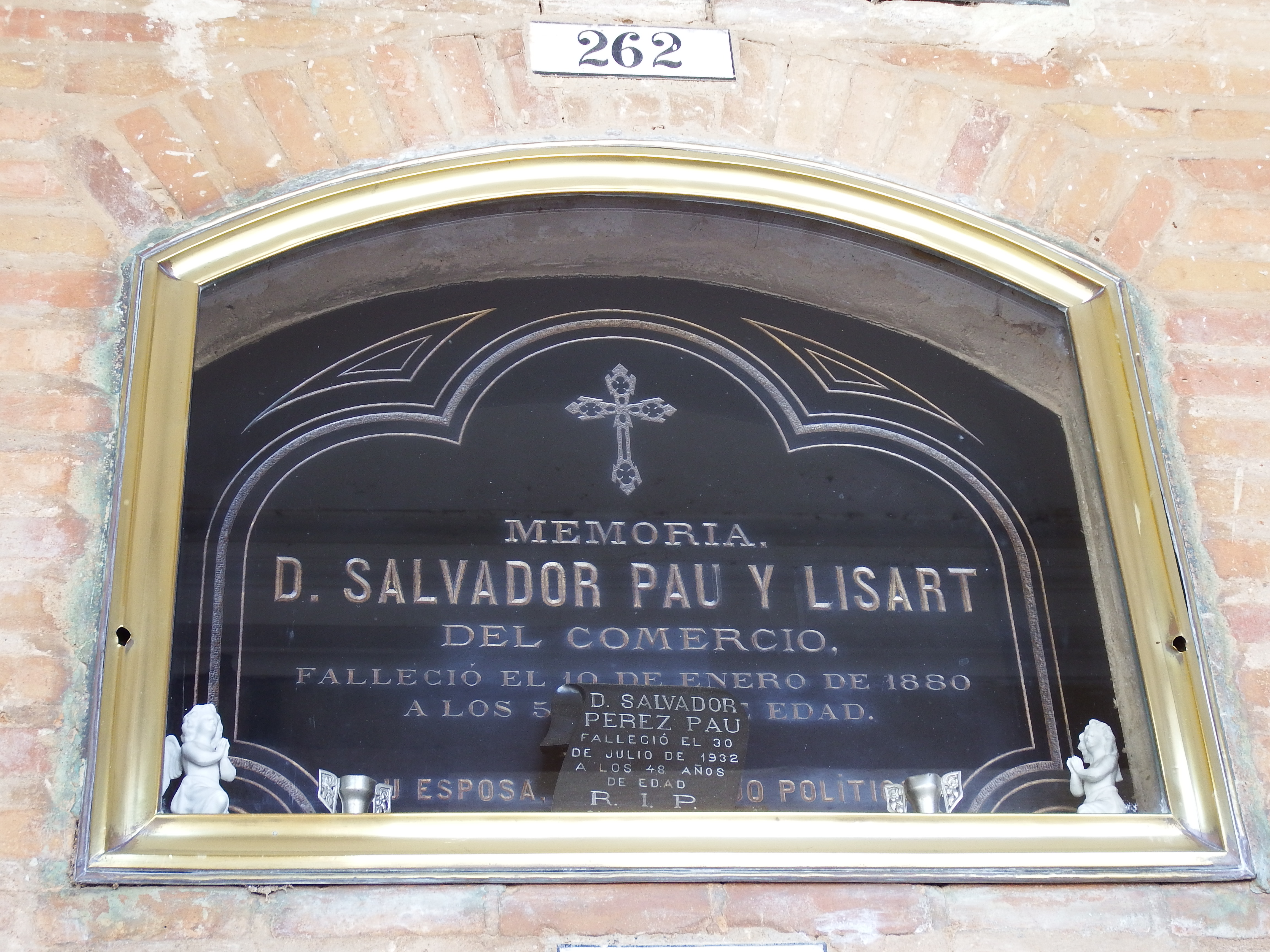
Nicho de Salvador Pau Lisart en el Cementerio General de Valencia

Salvador Pau Lisart (Valencia, 1826- Valencia, 18 de abril de 1880) fue un fabricante de guitarras en Valencia activo en la mitad del siglo XIX.Está enterrado en el Cementerio General de Valencia.

## Trayectoria profesional
Se sabe muy poco de este lutier salvo que perteneció a la familia de fabricantes de instrumentos musicales formada por Francisco Pau Lisart y sus hermanos Mariano y el propio Salvador; y que ejerció su actividad económica entre los años 1850 y 1860, en el centro de la ciudad de Valencia, en concreto en la calle Bolsería, en diferentes locales, en el número 13 y 42.
Se casó con Isabel Albert Roig (1831- 25 de noviembre de1915) y el matrimonio tuvo cinco hijas y un hijo: María Juana, Salvador, Desamparados, Isabel, Enriqueta y Carmen.
La mitad del siglo XIX fue una época de mucho desarrollo de fabricantes de guitarras en Valencia, destacando en esa época también: Juan Alcaraz, Manuel Pérez, Luis Reig, y Alejandro Roca.
Sus guitarras se caracterizaban por presentar abanico de 5 varetas que eran más anchas en sus centros e iban adelgazándose al aproximarse a las puntas. Debió ser un fabricante lo suficientemente importante como para tener su propio estilo característico que es recogido en algún que otro libro especializado como: ”The Art and Craft of Making Classical Guitars Paperback” de Manuel Rodríguez. Diciembre 2009. ISBN 9781423480358.

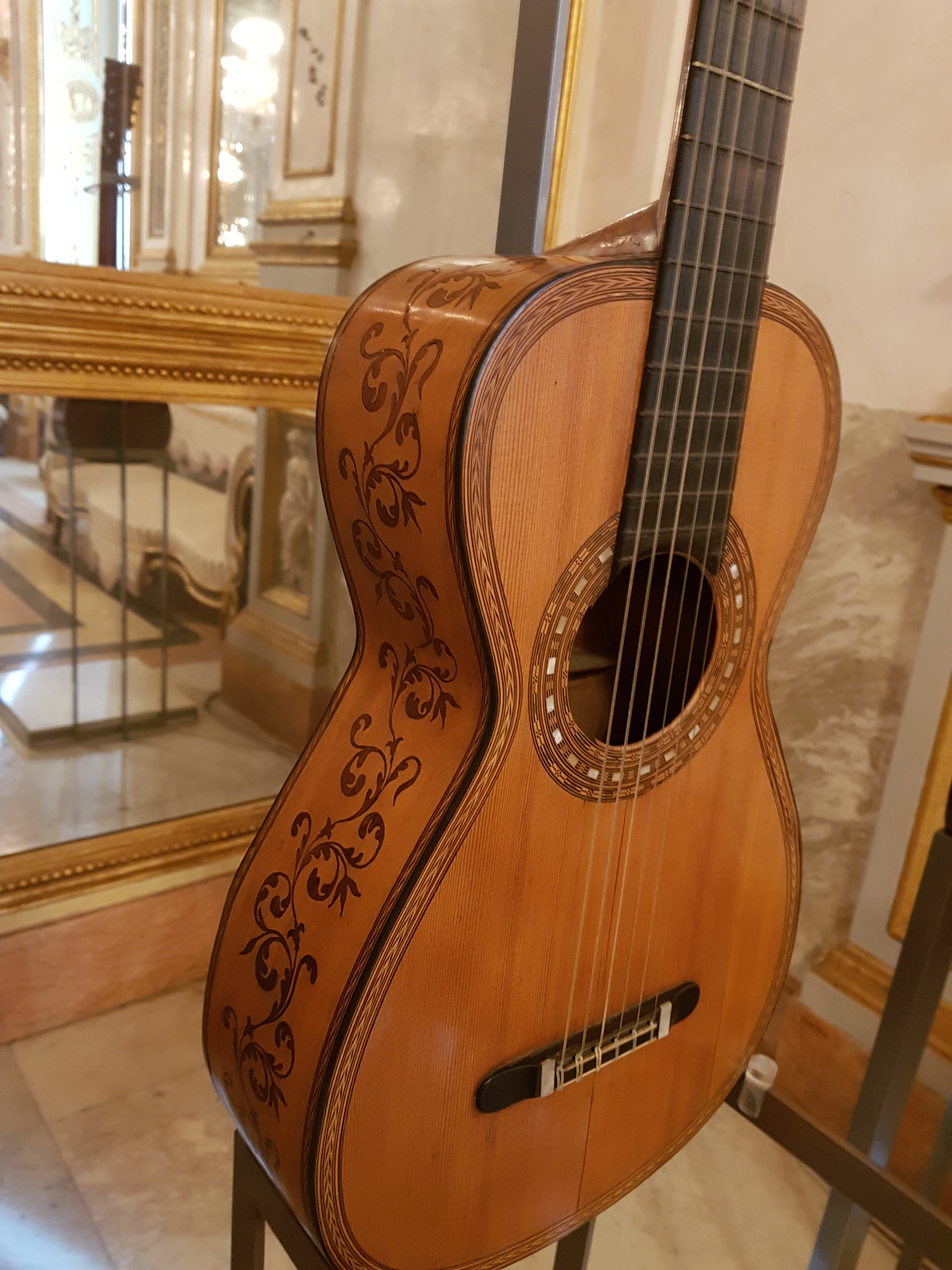
Parte delantera de la guitarra expuesta en el Museo González Martí de Valencia.
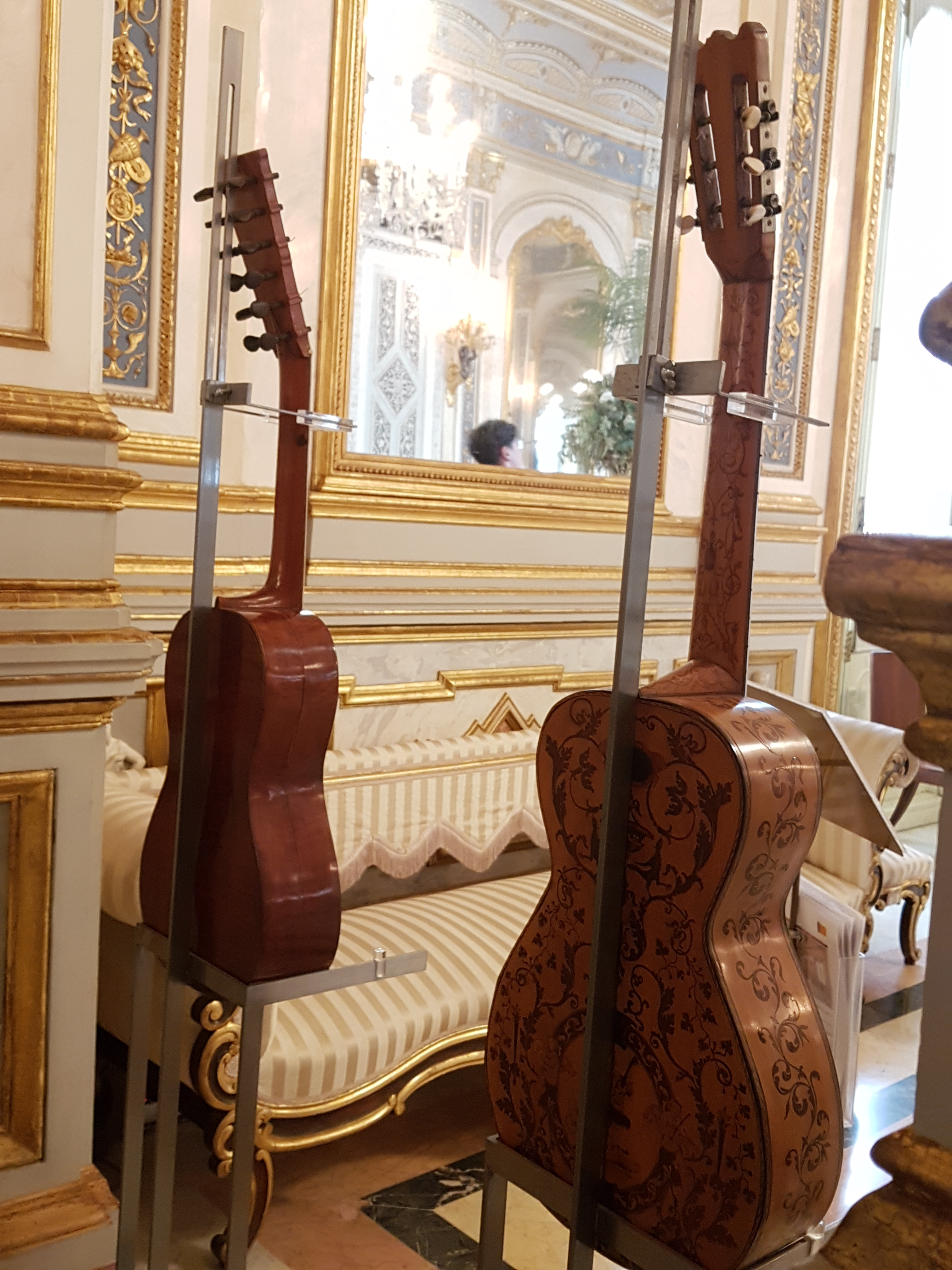
Parte trasera de la guitarra expuesta en el Museo González Martí de Valencia.
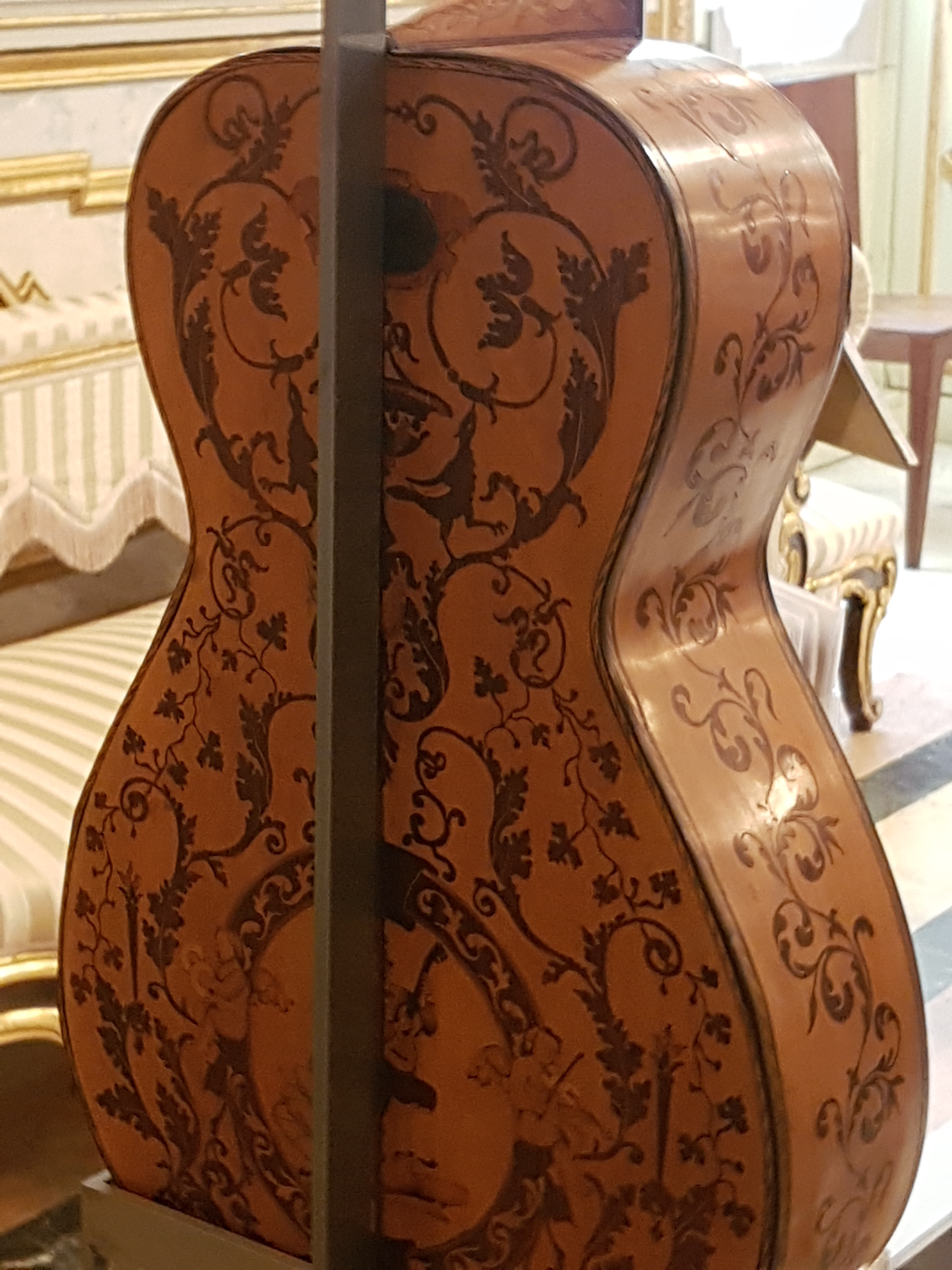
Detalle del trabajo en marquetería de la parte trasera de la guitarra expuesta en el Museo González Martí de Valencia.
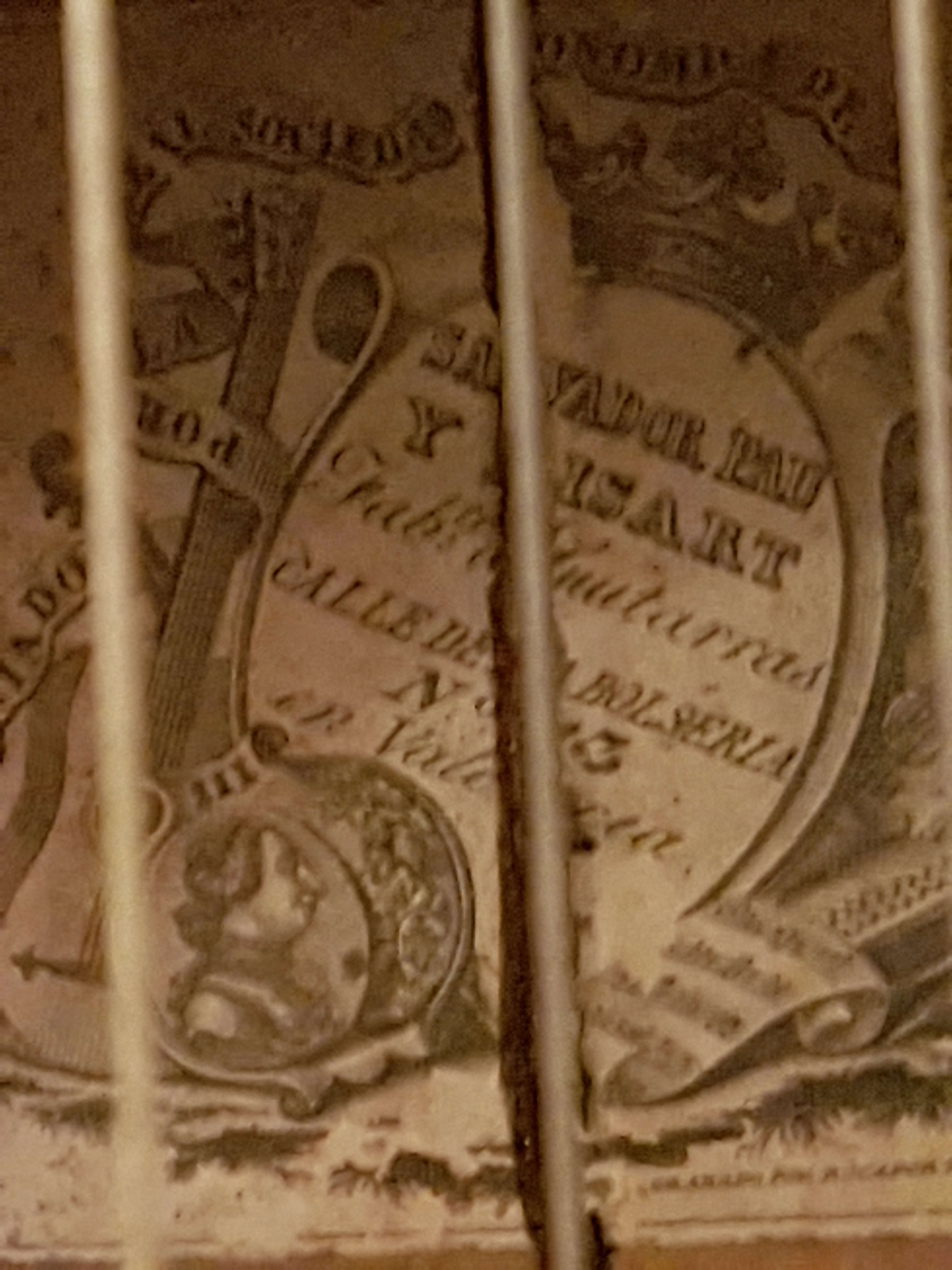
Detalle de la pegatina interior de la guitarra expuesta en el Museo González Martí de Valencia.

Tras su muerte el negocio debió continuarlo su viuda y diversificó la producción, ya que hay documentación que atestigua que había un taller de pianos en 1895 en la calle Monjas 2 de Valencia a nombre de Salvador Pau Lisart.
Actualmente se conserva una guitarra totalmente identificada de su taller en el Museo Nacional de Cerámica y Artes Suntuarias "González Martí" de Valencia. No se sabe el año de construcción, aunque la etiqueta fue realizada por el grabador “Rocafort” y con este apellido hubo dos grabadores valencianos (padre e hijo) que fueron grabadores valencianos del siglo XIX, y este dato permite deducir que fue construida alrededor de 1850. La guitarra fue premiada por la Real Sociedad Económica Valenciana de Amigos del País.
Antonio Ballesteros Baldrich, tiene en propiedad una guitarra, instrumento premiado por la Real Sociedad Económica de Amigos del País, que anteriormente fue propiedad de Matías Baldrich, y que pertenece al taller de Francisco Pau Lisart; aunque las características del instrumento hacen pensar en que su autoría es de Salvador Pau Lisart. La guitarra es una muestra de los avances que con el tiempo se fueron incorporando en la construcción de guitarras, sobre todo a principios de 1800 y que son las bases de la actual guitarra moderna. Entre estos avances destacan el añadir una sexta cuerda simple entorchada, el varetaje en forma de abanico, el diapasón de resalte, el puente con cejuela para dar mayor tensión a las cuerdas, la introducción de plantillas y adornos en nácar alrededor de la tapa que son de inspiración francesa.

## Reconocimientos

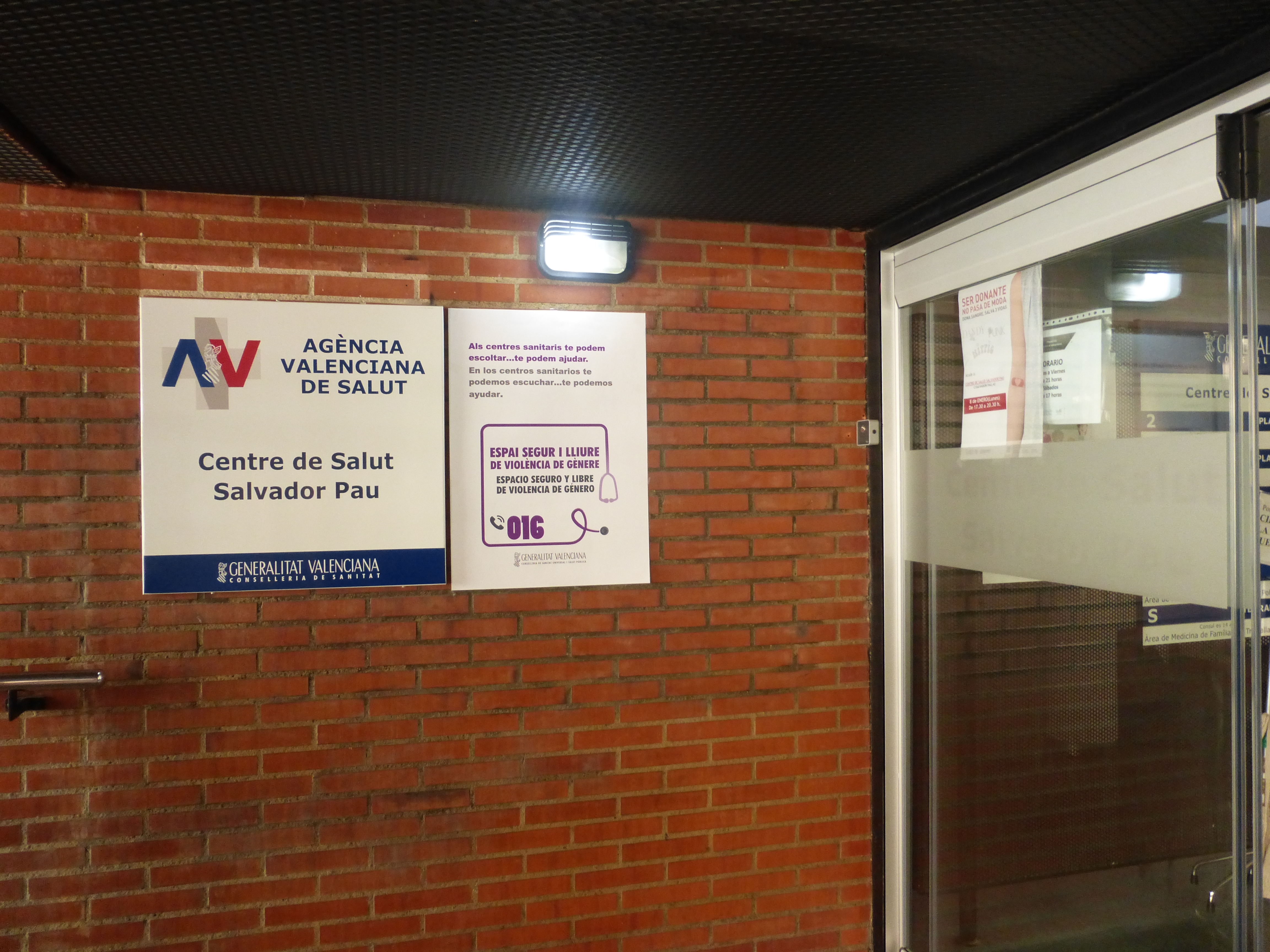
Centro de Salud con su nombre en valencia ciudad.
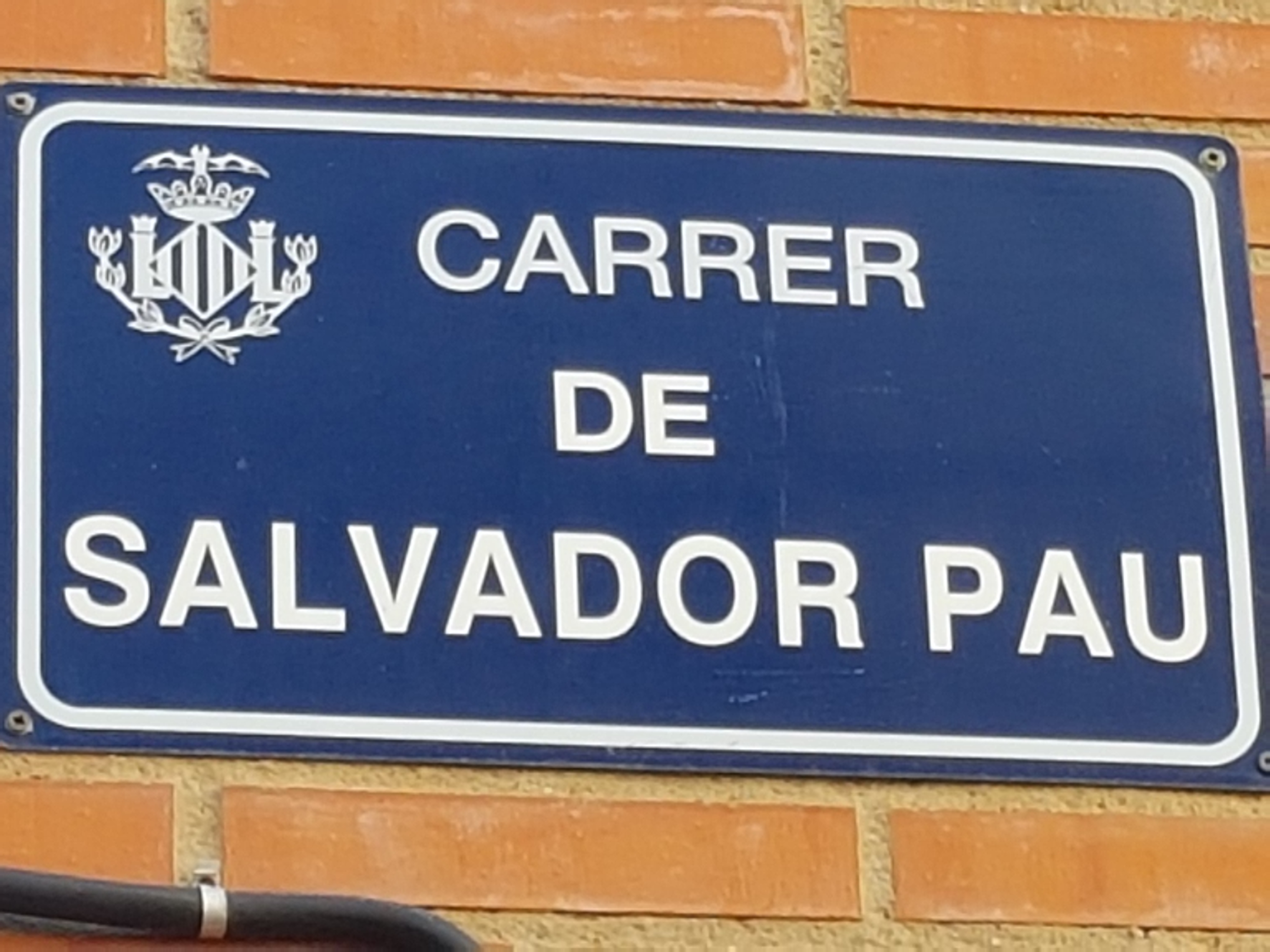
Calle dedicada al lutier valenciano.

El ayuntamiento de Valencia reconoció la labor de este artesano especializado en la fabricación de instrumentos musicales, en especial guitarras, dando su nombre a una calle de la ciudad. Además un centro de salud de la Conselleria de Sanitat de la Generalidad Valenciana, sito en esta calle, también lleva su nombre.